# Carbapenem

Estructura química del carbapenem.

Los carbapenémicos son un tipo de antibiótico betalactámico con amplio espectro de actividad bactericida y sumamente resistentes a las betalactamasas. Esta clase de antibióticos fueron descubiertos originalmente del microorganismo Streptomyces cattleya, el cual, produce su propio antibiótico llamado tienamicina.

## Características químicas y biológicas
Las características que diferencian a los carbapenémicos de las penicilinas y cefalosporinas, es que en su anillo presenta un átomo de carbono en la posición 1, en sustitución del átomo de azufre que comúnmente tienen la mayoría de las penicilinas y cefalosporinas, de ahí se deriva su nombre. Junto con ello, presentan una insaturación entre el carbono 2 y el carbono 3 del anillo pentamérico. Además, su espectro de actividad frente a bacterias es el más amplio de todos los antibióticos betalactámicos, los cuales incluyen bacterias Gram positivas y gram negativas, pero no actúan sobre bacterias que se desarrollan intracelularmente como Chlamydia.)

## Vía de administración
Su administración es únicamente por vía intravenosa, dado que su absorción por vía oral es muy poca. Se utilizan comúnmente en los hospitales para tratar infecciones severas. Sin embargo se han investigado formas nuevas de administración de estos antibióticos, incluyendo la vía oral.
El grupo está conformado por:
- imipenem
- meropenem
- ertapenem
- feropenem
- doripenem
- biapenem
- panipenem
- panipenem/betamipron